# Arnulf

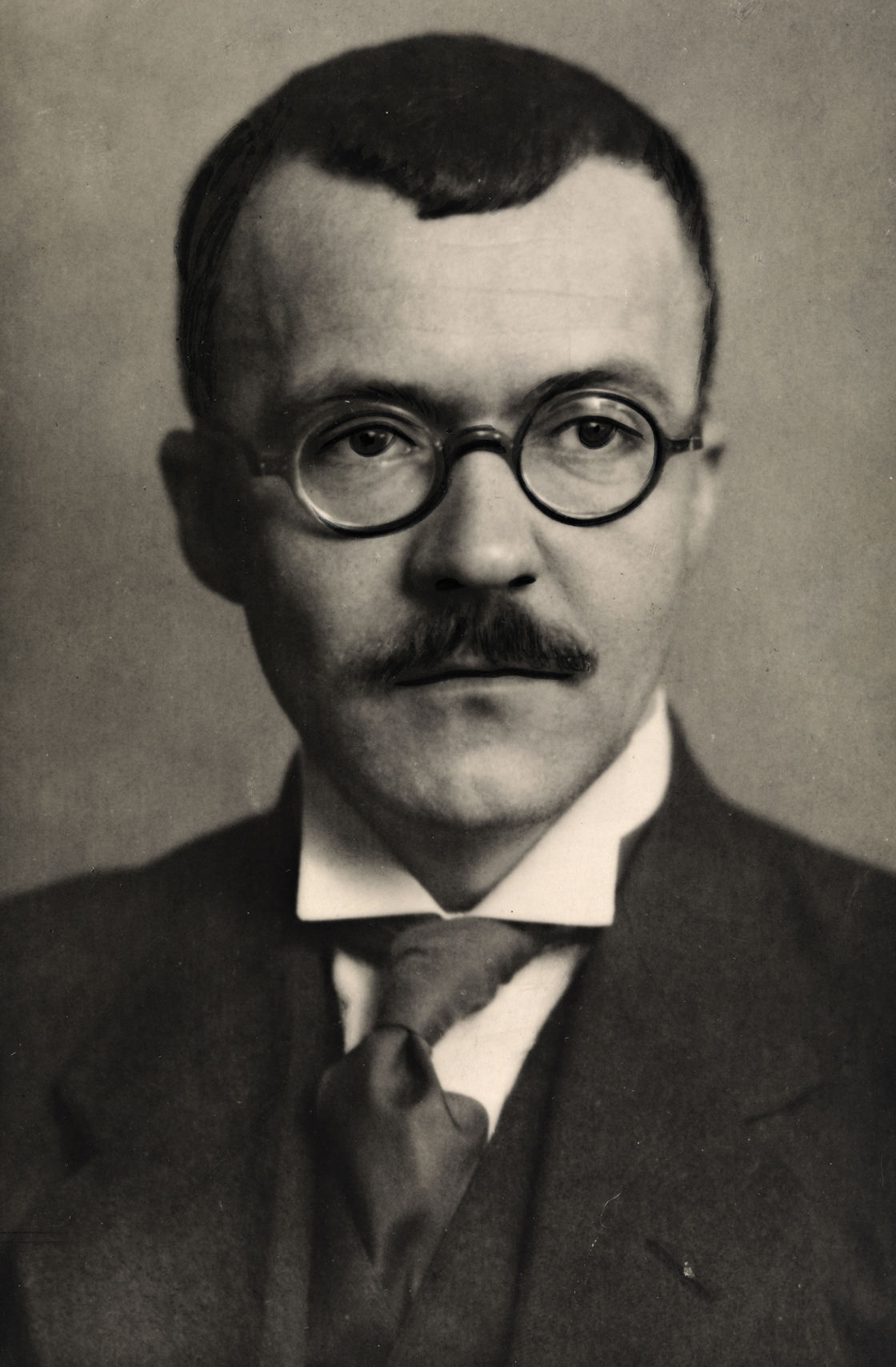
Arnulf Øverland.

Arnulf är ett fornnordiskt mansnamn, sammansatt av arn (örn) och ulf/ulv (varg). Namnet förekommer på en runskrift från 1000-talet: "Arnulv och Gammal och Spjute de läto hugga hällen efter Rogvat fader sin god". En variant är Örnulf/Ørnulf.

Namnet är mycket ovanligt idag. Den 31 december 2016 fanns det 56 personer med namnet Arnulf i Sverige, varav 21 av dem hade det som tilltalsnamn.
Namnsdag: I norska almanackan har Arnulf och Ørnulf namnsdag 18 juli.

## Personer som heter Arnulf
- Arnulf av Kärnten, kejsare i östfrankiska riket.
- Arnulf av Löwen, munk.
- Arnulf av Metz, fransk biskop.
- Arnulf Øverland, norsk författare.